# Dieudonné Devrindt
Dieudonné Devrindt, född 24 december 1911, död 31 januari 1994, var en friidrottare från Belgien. Han deltog vid olympiska sommarspelen 1936.